# Ti voglio bene Denver
Ti voglio bene Denver (Denver, the Last Dinosaur) è un serie animata franco-statunitense originariamente trasmessa nel 1988 e prodotta dalla World Events Productions. L'opera è composta da 50 episodi, di cui il primo "L'ultimo dinosauro", è un episodio pilota di un'ora, poi scorporato in due episodi. In Italia la serie è stata trasmessa per la prima volta da Italia 1 nel 1989, a cui sono seguite numerose repliche nel 2007 su Boing.
Successivamente dal 2011 furono replicati gli episodi su Telenorba, Studio TV 1, Jim Jam, Super 3, Contactoons all'interno della syndication Universe, con una nuova sigla italiana.

## Trama
Un cucciolo di dinosauro verde, ancora all'interno del suo uovo, che ha il potere di teletrasportare qualsiasi essere vivente nella preistoria oppure di mostrare sulla sua superficie scene di quell'epoca, viene rinvenuto da un gruppo di adolescenti californiani formato da Jeremy, Mario, Talpa, Wally, Casey e Margot. I ragazzi si affezionano al dinosauro, al quale danno il nome di Denver, ispirandosi all'omonima città capitale del Colorado, dopo aver letto questo nome su un autobus. Denver si scopre un abile skater e chitarrista ghiotto di patatine in bustina, inoltre riesce a parlare il linguaggio degli umani.
Lo spietato Morton Fizzback, tuttavia, ha intenzione di catturare Denver, per farne un'attrazione e poter guadagnare sulla sua pelle. Compito principale dei ragazzi diverrà quindi proteggere il loro amico. Oltre a Morton Fizzback, i ragazzi dovranno affrontare anche le provocazioni di Nick, un bulletto e i suoi scagnozzi.

## Edizione italiana
Particolare successo ebbe in Italia Ti voglio bene Denver, che, trasmesso per la prima volta su Italia 1 nel 1989, continuò ad essere replicato quasi ogni anno sulle reti Mediaset (l'ultima replica su una TV gratuita del gruppo risale al 2007 sul canale del digitale terrestre Boing), raccogliendo sempre consensi positivi.  Il personaggio del cucciolo di dinosauro fu caratterizzato da una voce per certi versi simile a quella di Topo Gigio, che diventò subito riconoscibilissima e dotato di una serie di tormentoni come "Oh mamma saura!" che ne contribuirono all'immediata popolarità. Inoltre è uno dei rarissimi casi in cui la voce del personaggio principale della serie interveniva anche nella sigla italiana, cantata da Cristina D'Avena, anche se con una voce diversa dal cartone, infatti nella sigla Denver ha la voce del veterano cantante e doppiatore Pietro Ubaldi.
Recentemente "Denver" ha rinnovato la propria popolarità in Italia grazie alla trasmissione radiofonica Pinocchio di Radio Deejay.

### Sigla italiana del 1989
Ti voglio bene Denver, testo di Alessandra Valeri Manera e musica di Carmelo Carucci, cantata da Cristina D'Avena e duettata da Pietro Ubaldi

### Sigla italiana del 2010
Il mio amico Denver, testo di Santo Verduci e musica di Santo Verduci e Gennaro De Stefano, cantata da Santo Verduci

## Personaggi
- Denver: il dinosauro verde che dà il titolo alla serie. Timido, ma amichevole e intelligente, dice poche parole, ma capisce perfettamente il linguaggio degli umani. Conserva i pezzi del suo uovo, che, come mostra un episodio, afferrati  possono trasportare momentaneamente nella preistoria chi li tocca .
- Wally: il ragazzo che "adotta" Denver, portandolo a casa sua (a insaputa dei genitori) e divenendone il migliore amico.
- Jeremy: la mente del gruppo, colui che fornisce informazioni preziose agli altri amici.
- Mario: ragazzo presuntuoso e dall'enorme ego (si autoloda definendosi "Mario il Magnifico").
- Talpa (Shades in originale): ragazzo che vuole essere a tutti i costi "figo", indossando sempre un paio di occhiali da sole.
- Kissy (Casey in originale): la più piccola del gruppo, innamorata di Mario.
- Margot (Heather in originale): bionda sorella maggiore di Wally.
- Morton Fizzback: promotore di concerti e spettacoli privo di scrupoli, che vorrebbe sfruttare Denver per arricchirsi.
- Professor Funt: scienziato egocentrico che collabora con Fizzback per poter studiare Denver.
- Nick: teppista di strada che insieme ai suoi compagni organizza sempre scherzi e dispetti ai ragazzi amici di Denver. Ama parlare in rima e presentarsi come "Nick il Ladrone".

## Episodi

### Prima stagione
| nº | Titolo originale                                       | Titolo italiano          |
| -- | ------------------------------------------------------ | ------------------------ |
| 01 | Denver, The Last Dinosaur (La naissance de Denver)     | Una scoperta eccezionale |
| 02 | Dangerous Denver (Denver découvre le monde)            | Denver in pericolo       |
| 03 | In the chips (Denver parmi les chips)                  | Una montagna di patatine |
| 04 | Videohhh! (Vidéohhh!)                                  | Azione si gira           |
| 05 | The Monster of Lost Lake (Denver et le monstre du lac) | Una gita in montagna     |
| 06 | Denver Makes the Grade (Denver passe l'épreuve)        | Il concorso scientifico  |
| 07 | Big Top Denver (Denver fait du cirque)                 | Tutti in pista           |
| 08 | The Misunderstanding (Le malentendu)                   | Cercasi casa             |
| 09 | Lions, Tigers, and Dinos! (Denver au zoo)              | Avventura allo zoo       |
| 10 | Change of Heart (Changement d'avis)                    | Elezioni scolastiche     |
| 11 | Broncosaurus (Denver au Far West)                      | Un torero al rodeo       |
| 12 | Denver, Dino-Star! (Denver fait du cinéma)             | Denver, star del cinema  |
| 13 | Dinoland (Denver au Dynoland)                          | Al lunasauro Park        |

### Seconda stagione
| nº | Titolo originale                                                       | Titolo italiano              |
| -- | ---------------------------------------------------------------------- | ---------------------------- |
| 01 | Winning (Les vainqueurs)                                               | Gioco a premi                |
| 02 | Enter the Dino (Denver fait du karaté)                                 | Karate Denver                |
| 03 | Radio Denver (Radio Denver)                                            | L'ospite misterioso          |
| 04 | The Phantom of the Movie Theater (Le fantôme du cinéma)                | Il fantasma del palcoscenico |
| 05 | Missing Links (Le chaînon manquant)                                    | La macchina del tempo        |
| 06 | Denver at Sea (Denver à la mer)                                        | Un nuovo amico               |
| 07 | Party Time (Denver est de la fête)                                     | Mago Denver                  |
| 08 | Ski Denver (Tout schuss)                                               | Gara sulla neve              |
| 09 | Dog Gone Denver (Nom d'un chien)                                       | Vita da cani                 |
| 10 | Aunt Shadies Ghost Town (La ville fantôme)                             | Il guardiano della miniera   |
| 11 | Movie-Starus (Vedette de cinéma)                                       | Denver si innamora           |
| 12 | Beach Blanket Dino (Denver à la plage)                                 | Gara di surf                 |
| 13 | History Repeats Itself (L'histoire se répète)                          | Un amico dispettoso          |
| 14 | Battle of the Bands (La guerre du rock)                                | Un ragazzo di successo       |
| 15 | The Comic Book Caper (Super héros)                                     | Furto alla mostra            |
| 16 | Carnival (La grande kermesse)                                          | Lo scettro conteso           |
| 17 | Pen Pal (Mon très cher Denver)                                         | Scambio di persona           |
| 18 | Denver and the Cornstalk (Denver et le maïs magique)                   | Una favola per Denver        |
| 19 | Birthday Party from Outer Space (Les martiens soufflent les bougies)   | Tanti auguri Denver          |
| 20 | Jogging (Jogging Denver)                                               | Lezioni di ginnastica        |
| 21 | Denver, the Last Dragon (Le dernier dragon)                            | L'ultimo drago               |
| 22 | High Flying Denver (Denver prend son vol)                              | Un volo in mongolfiera       |
| 23 | Fizzback's Follies (Fizzback's folies)                                 | Una sfida sul ghiaccio       |
| 24 | Denver at the Digs (Denver archéologue)                                | Gli antenati di Denver       |
| 25 | Denver, the Lost Dinosaur (On a volé Denver)                           | Il dinosauro smarrito        |
| 26 | Dinos are my Life (Les dinosaures sont toute ma vie)                   | Un nuovo amico per Denver    |
| 27 | Pluto Needs People (La planète à louer)                                | Il pianeta abbandonato       |
| 28 | Arabian Adventure (L'ambiance d'Arabie)                                | Avventura araba              |
| 29 | Venice Beach Blast (Vent de folie sur la plage)                        | Una spiaggia piena di guai   |
| 30 | Bayou Blues (Le blues des Bayous)                                      | La leggenda del lupo mannaro |
| 31 | There's No Business, Like Snow Business (De la neige plein les poches) | Una tormenta di neve         |
| 32 | Chef Denver (Une toque pour Denver)                                    | Corso di cucina              |
| 33 | Chinatown (Pousse pousse bambou)                                       | Missione di salvataggio      |
| 34 | Tea Time for Dinosaur (Partie de golf)                                 | Sfida all'ultima buca        |
| 35 | Food Wars (Pizza connection)                                           | Il re dei fornelli           |
| 36 | Time Travel (Voyage dans le temps)                                     | Denver torna a casa          |
| 37 | Canatta (La chasse au trésor)                                          | Un cucciolo di giaguaro      |
| 38 | Big News Denver (Denver fait la une)                                   | Denver in prima pagina       |
| 39 | Viva Denver (Viva Denver)                                              | Viva Denver                  |

## Doppiaggio
| Personaggio                   | Doppiatore originale | Doppiatore italiano                                 |
| ----------------------------- | -------------------- | --------------------------------------------------- |
| Denver                        | Pat Fraley           | Graziano Galoforo                                   |
| Jeremy                        | Adam Carl            | Christian Fassetta (s. 1) Francesco Bulckaen (s. 2) |
| Mario                         | Cam Clarke           | Fabrizio Manfredi                                   |
| Wally                         | Adam Carl            | Fabrizio Mazzotta                                   |
| Talpa                         | Cam Clarke           | Niseem Onorato                                      |
| Casey                         | Kath Soucie          | Monica Bertolotti                                   |
| Margot                        | Kath Soucie          | Francesca Fiorentini                                |
| Morton Fizzback               |                      | Renato Cecchetto                                    |
| Capo Rockman                  |                      | Gerolamo Alchieri                                   |
| Prof. Funt                    |                      | Leo Valeriano                                       |
| Giornalista                   |                      | Leo Valeriano                                       |
| Mac Mallay                    |                      | Stefano De Sando                                    |
| Nonno di Joey                 |                      | Mario Milita (1ª voce) Riccardo Garrone (2ª voce)   |
| Scott Perkins                 |                      | Massimiliano Alto                                   |
| Lana Lake                     |                      | Barbara De Bortoli                                  |
| Philbert                      |                      | Gino Pagnani                                        |
| Otto                          |                      | Gino Pagnani                                        |
| Don Miguel                    |                      | Gino Pagnani                                        |
| Tank                          |                      | Tony Orlandi                                        |
| Signor Stabs                  |                      | Tony Orlandi                                        |
| Modley                        |                      | Tony Orlandi                                        |
| Maestro Yamamoto              |                      | Diego Reggente                                      |
| Baxter                        |                      | Giorgio Lopez                                       |
| Figlia di Yamamoto            |                      | Ilaria Stagni                                       |
| Inga                          |                      | Ilaria Stagni                                       |
| Figlio di Cornelia Cornacchia |                      | Rori Manfredi                                       |
| Camionista                    |                      | Vittorio Battarra                                   |
| Cet                           |                      | Corrado Conforti                                    |
| Kip                           |                      | Corrado Conforti                                    |
| Diane                         |                      | Antonella Baldini                                   |
| Uomini preistorici            |                      | Leo Valeriano Riccardo Garrone                      |
| Negoziante                    |                      | Riccardo Garrone                                    |
| Signor Bosu                   |                      | Riccardo Garrone                                    |
| Poliziotto                    |                      | Michele Kalamera                                    |
| Signor Steimberg              |                      | Dario Penne                                         |
| Rocker                        |                      | Oliviero Dinelli                                    |
| Gary                          |                      | Luca Dal Fabbro                                     |
| Johnny Price                  |                      | Monica Ward                                         |
| Joey                          |                      | Cinzia Villari                                      |
| Professore di musica          |                      | Mario Milita                                        |
| Scotty                        |                      | Luciano De Ambrosis                                 |
| Phil Farr                     |                      | Sergio Matteucci                                    |
| Anziano                       |                      | Gianni Vagliani                                     |

## Remake
Il sito ufficiale della Zagtoon e anche su Twitter hanno annunciato il remake in CGI per il 27 agosto 2018 in Francia, intitolato "Denver".